# Galeops
Galeops es un género extinto de terápsidos que vivieron en el Pérmico superior de lo que ahora es Sudáfrica. Se conoce a partir de la parte anterior del esqueleto del único espécimen encontrado.